# Toxorhina distalis
Toxorhina distalis är en tvåvingeart som beskrevs av Alexander 1936. Toxorhina distalis ingår i släktet Toxorhina och familjen småharkrankar.
Artens utbredningsområde är Bahamas. Inga underarter finns listade i Catalogue of Life.